# زيغمونت غروس
زيغمونت غروس هو مدرب كرة قدم ولاعب كرة قدم بولندي، ولد في 12 يوليو 1936.